# 府中市 (東京都)
府中市（日语：／ Fuchū shi */?）是位於日本東京都中央的城市，地處多摩地域，多摩川流經其南邊的邊境。當地在古代為武藏宿，交通及經濟非常發達，亦稱為武藏府中。受到地理位置與歷史發展的影響，現今的府中市是東京都區部近郊前往周邊（區部、東京郊外、神奈川縣與埼玉縣）的交通要地。根據2010年「平成22年國勢調査」，府中市往東京都特別區部的通勤率達26.2。
府中市於1954年（昭和29年）4月1日，由府中町（府中驛）與多磨村、西府村合併成立。

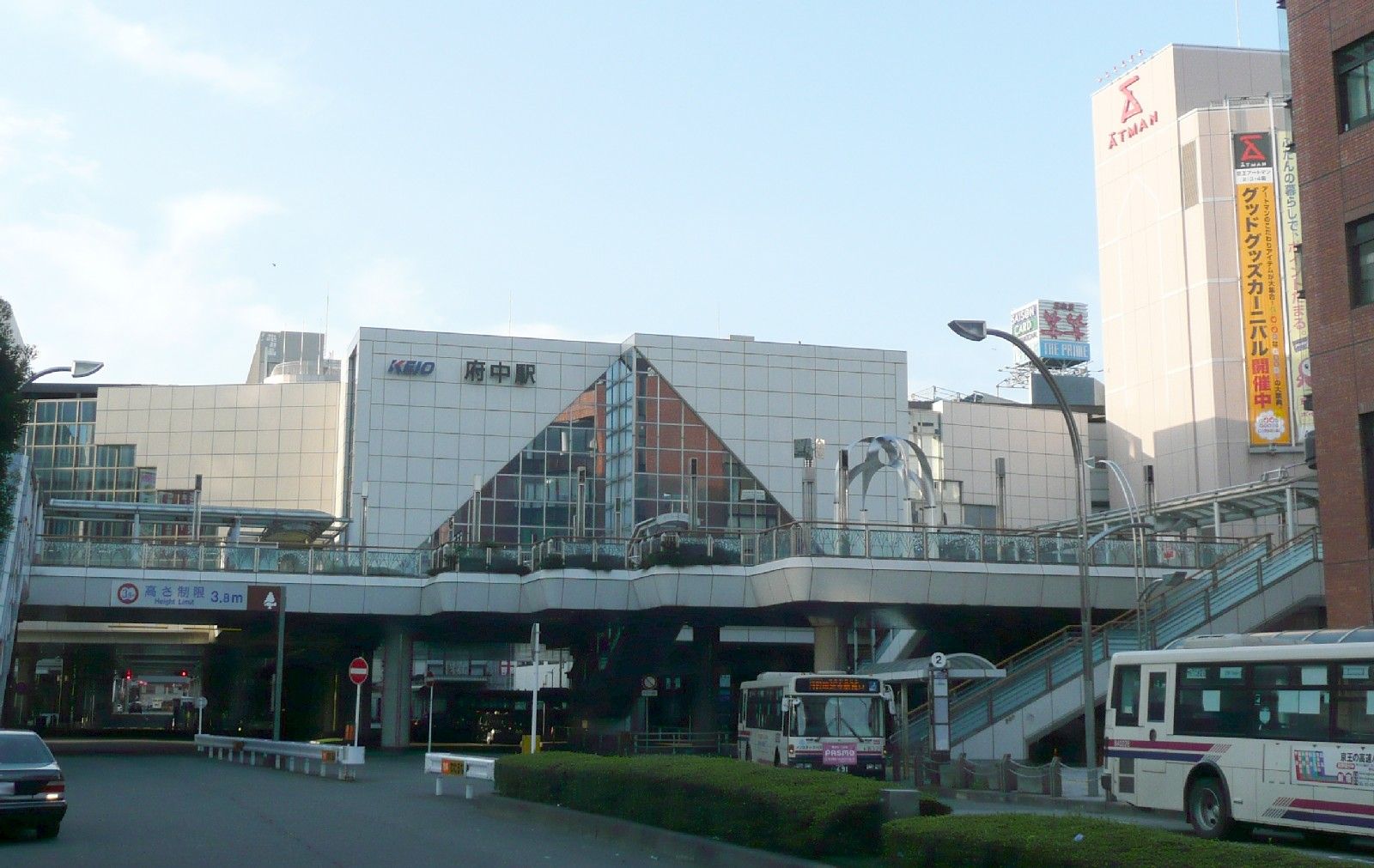
府中站（京王線）

不同於鄰近的通勤城鎮，府中市夜間人口與日間人口相近。由於工作機會多，市民滿意度高，在街頭調查的「生活實感値」滿足度位居都內第1。2014年4月5日，本市人口密度在日本全國790市中排名第88位，眾多行政機關、企業研究開發所與工廠等大型設施進駐，府中站周邊商業發達，多高層住宅。

## 地理

### 地勢
府中市位於新宿西方22公里、日本橋西方30公里處，約略在東京都中央地帶，屬武藏野、多摩地域的舊北多摩地區。市域全域位在武藏野台地上。多摩川中游左岸是廣大的河階，對岸則為多摩丘陵。東北部的淺間山標高約80公尺。
市內中央偏南有府中崖線、北邊有國分寺崖線兩條東西向崖線。前者崖線高度約10至15公尺，後者約10至20公尺。鄰近國分寺市的武藏台有一部分位在國分寺崖線上的武藏野段丘。府中崖線南側為多摩川低地，兩崖線之間的地區為武藏野台地的立川面，國分寺崖線北邊則稱作武藏野面。武藏野面上的武藏台3丁目標高82公尺，為市內最高處。
除了兩條崖線與淺間山附近，其餘地區大致平坦，可居住地面積率達99.7%。
| 東京都府中市（1981年 - 2010年）                | 東京都府中市（1981年 - 2010年） | 東京都府中市（1981年 - 2010年） | 東京都府中市（1981年 - 2010年） | 東京都府中市（1981年 - 2010年） | 東京都府中市（1981年 - 2010年） | 東京都府中市（1981年 - 2010年） | 東京都府中市（1981年 - 2010年） | 東京都府中市（1981年 - 2010年） | 東京都府中市（1981年 - 2010年） | 東京都府中市（1981年 - 2010年） | 東京都府中市（1981年 - 2010年） | 東京都府中市（1981年 - 2010年） | 東京都府中市（1981年 - 2010年） |
| 月份                                           | 1月                             | 2月                             | 3月                             | 4月                             | 5月                             | 6月                             | 7月                             | 8月                             | 9月                             | 10月                            | 11月                            | 12月                            | 全年                            |
| ---------------------------------------------- | ------------------------------- | ------------------------------- | ------------------------------- | ------------------------------- | ------------------------------- | ------------------------------- | ------------------------------- | ------------------------------- | ------------------------------- | ------------------------------- | ------------------------------- | ------------------------------- | ------------------------------- |
| 历史最高温 °C（°F）                            | 18.9 (66.0)                     | 24.1 (75.4)                     | 28.1 (82.6)                     | 32.0 (89.6)                     | 33.5 (92.3)                     | 36.7 (98.1)                     | 38.8 (101.8)                    | 38.9 (102.0)                    | 38.5 (101.3)                    | 32.2 (90.0)                     | 26.1 (79.0)                     | 25.3 (77.5)                     | 38.9 (102.0)                    |
| 平均高温 °C（°F）                              | 9.8 (49.6)                      | 10.3 (50.5)                     | 13.3 (55.9)                     | 19.0 (66.2)                     | 23.2 (73.8)                     | 25.8 (78.4)                     | 29.6 (85.3)                     | 31.4 (88.5)                     | 27.1 (80.8)                     | 21.7 (71.1)                     | 16.6 (61.9)                     | 12.3 (54.1)                     | 20.0 (68.0)                     |
| 日均气温 °C（°F）                              | 4.2 (39.6)                      | 5.0 (41.0)                      | 8.2 (46.8)                      | 13.6 (56.5)                     | 18.0 (64.4)                     | 21.3 (70.3)                     | 25.0 (77.0)                     | 26.5 (79.7)                     | 22.7 (72.9)                     | 17.0 (62.6)                     | 11.4 (52.5)                     | 6.6 (43.9)                      | 15.0 (59.0)                     |
| 平均低温 °C（°F）                              | −0.9 (30.4)                     | 0.0 (32.0)                      | 3.2 (37.8)                      | 8.5 (47.3)                      | 13.3 (55.9)                     | 17.5 (63.5)                     | 21.5 (70.7)                     | 22.9 (73.2)                     | 19.2 (66.6)                     | 12.8 (55.0)                     | 6.6 (43.9)                      | 1.4 (34.5)                      | 10.5 (50.9)                     |
| 历史最低温 °C（°F）                            | −8.4 (16.9)                     | −8.2 (17.2)                     | −6.5 (20.3)                     | −1.6 (29.1)                     | 4.0 (39.2)                      | 10.5 (50.9)                     | 13.5 (56.3)                     | 15.7 (60.3)                     | 8.6 (47.5)                      | 2.3 (36.1)                      | −2.8 (27.0)                     | −7.2 (19.0)                     | −8.4 (16.9)                     |
| 平均降水量 mm（）                              | 49.4 (1.94)                     | 54.5 (2.15)                     | 112.4 (4.43)                    | 122.1 (4.81)                    | 129.4 (5.09)                    | 157.8 (6.21)                    | 162.6 (6.40)                    | 189.6 (7.46)                    | 224.6 (8.84)                    | 187.5 (7.38)                    | 87.9 (3.46)                     | 52.2 (2.06)                     | 1,529.7 (60.22)                 |
| 平均降水天数（≥ 1.0 mm）                       | 5.0                             | 5.7                             | 10.1                            | 10.1                            | 10.9                            | 12.7                            | 12.4                            | 9.5                             | 11.9                            | 10.2                            | 7.0                             | 4.6                             | 110.1                           |
| 月均日照時數                                   | 185.0                           | 169.8                           | 168.6                           | 175.3                           | 169.0                           | 122.5                           | 142.8                           | 174.2                           | 126.8                           | 135.8                           | 153.2                           | 179.4                           | 1,914                           |
| 来源1：気象庁                                  |                                 |                                 |                                 |                                 |                                 |                                 |                                 |                                 |                                 |                                 |                                 |                                 |                                 |
| 来源2：観測史上1〜10位の値（年間を通じての値） |                                 |                                 |                                 |                                 |                                 |                                 |                                 |                                 |                                 |                                 |                                 |                                 |                                 |

### 隣接自治體
- 東
  - 調布市 - （京王線、東八道路（日语：東八道路）、人見街道（日语：人見街道）、甲州街道（國道20號）、舊甲州街道（日语：旧甲州街道）、品川通（日语：品川通り）、中央自動車道）
- 西
  - 國立市 - （南武線、行經多喜窪通的巴士（府中站 - 國立站間、甲州街道（國道20號））
  - 日野市 - （都道20號（日语：東京都道20号・神奈川県道525号府中相模原線）繞道部（府中四谷橋））
- 南
  - 稻城市 - （南武線、府中街道（日语：府中街道）、稻城大橋（日语：稲城大橋））
  - 多摩市 - （京王線、鎌倉街道、野猿街道）
- 北
  - 國分寺市 - （武藏野線、府中街道、舊鎌倉街道、国分寺街道（日语：東京都道133号小川山府中線）））
  - 小金井市 - （西武多摩川線、小金井街道（日语：小金井街道）、新小金井街道（日语：東京都道248号府中小平線）、東八道路）

（括號內為主要交通方式）

## 歷史
日本實施律令時，此地為武藏國國府所在地，因此稱為府中。為了與其他地區的國府區別，也稱作「武藏府中」。645年大化革新後，此地作為武藏國國府，成為政治、經濟、文化的中心，江戶時代則是甲州街道宿場「府中宿」所在地，為次於八王子的主要宿場町，也是物資集散地。戰後身為多摩地域的主要都市，眾多行政機關、醫院等公共機關聚集於此。

### 古代
此地曾發現舊石器時代的遺跡，分梅町、美好町附近曾挖掘出古墳群。大化改新後，派遣至東國的國司避開武藏國造的根據地大宮而選擇府中作為武藏國國府。國府推測在大國魂神社附近（依據挖掘調査，神社東隣為國衙的一部分）。武藏國的國分寺位於現在國分寺市內，距離國府約2公里。

### 中世
鎌倉幕府時代，本市為重要據點，鎌倉街道通過市內。此地也是新田義貞與鎌倉幕府軍的戰場（1333年分倍河原之戰）。

### 近世
江戶時代，此地為甲州街道繁榮的宿場町，周邊農地大部分為天領。明治時代是北多摩郡郡役所所在地。大正時代以後，多條鐵道的開通與軍事設施（府中基地）進駐使得此地的工商業快速發展。

### 現代
1950年代以後不斷開發住宅區，行政機關、醫院、大企業的研究開發設施與工廠使得本地人口激增，成為東京都下的據點都市。

### 年表
- 1602年整理甲州街道，設立東海道府中宿場。
- 1871年廢藩置縣後，編入神奈川縣。
- 1893年，改隸屬東京府。
- 1954年4月1日，府中町、多磨村及西府村進行合併，成為府中市。

### 地名由來
「府中」意為「國府所在地」。

## 地域

### 環境、設施

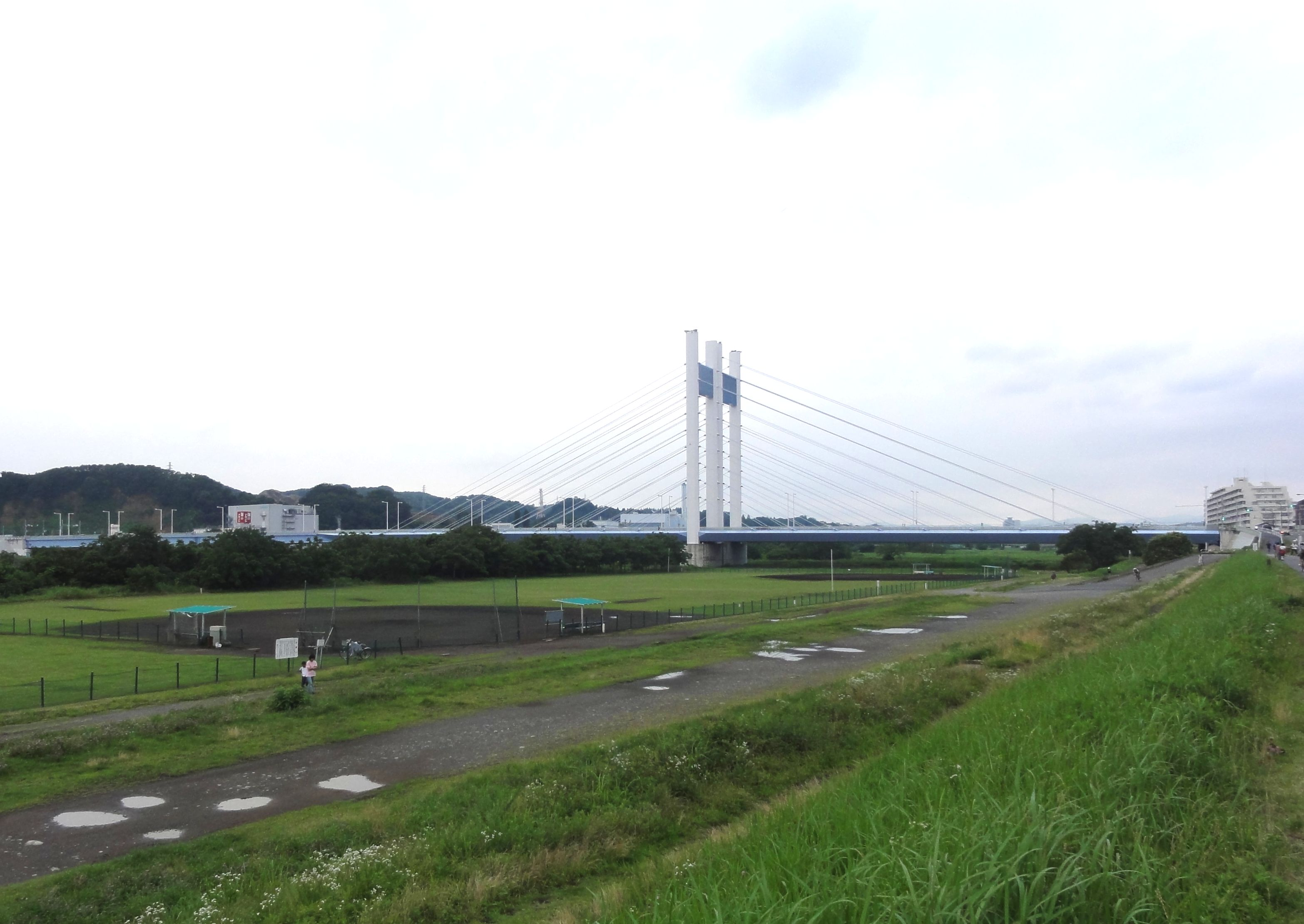
多摩川河川地

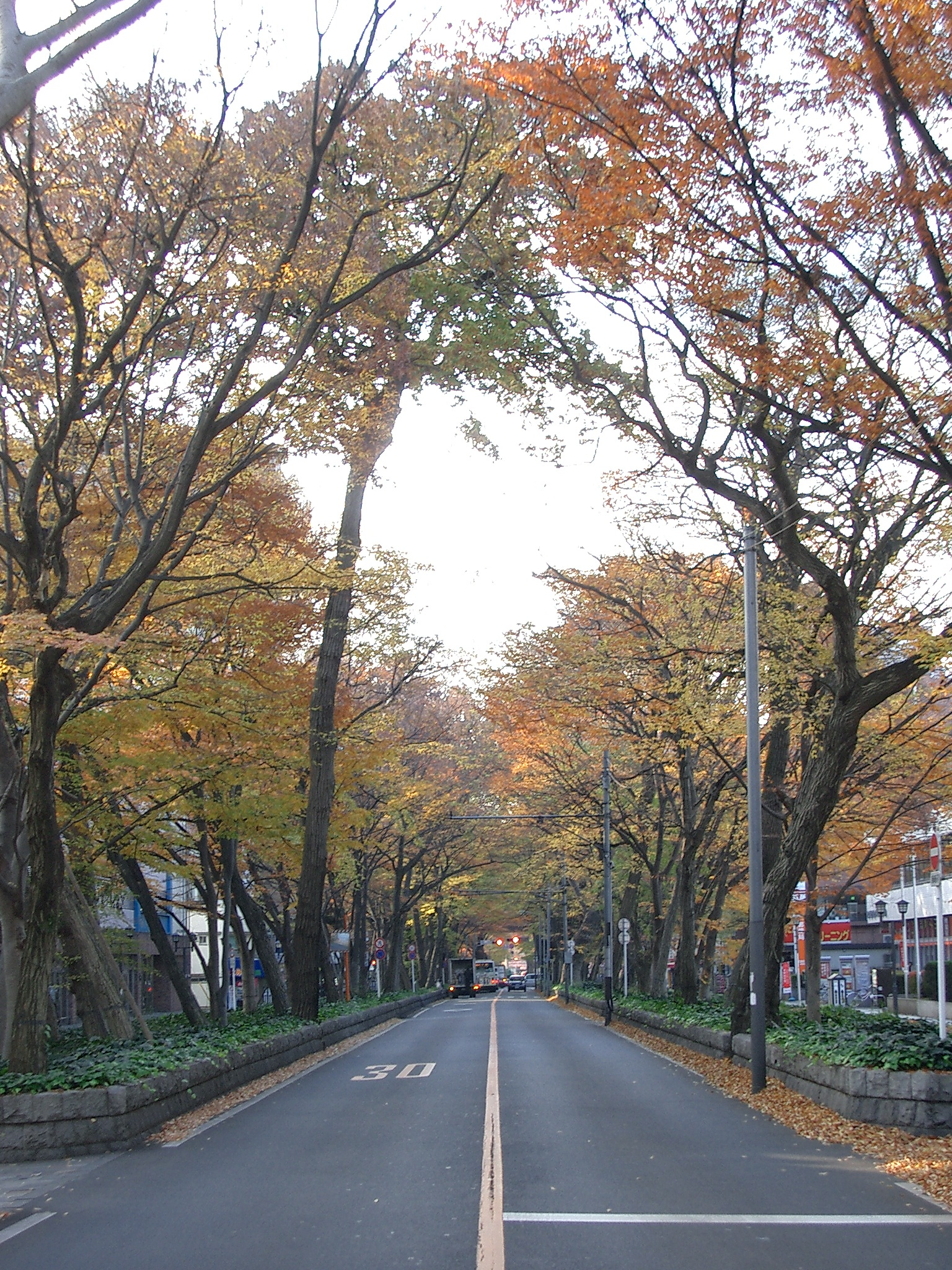
馬場大門欅並木

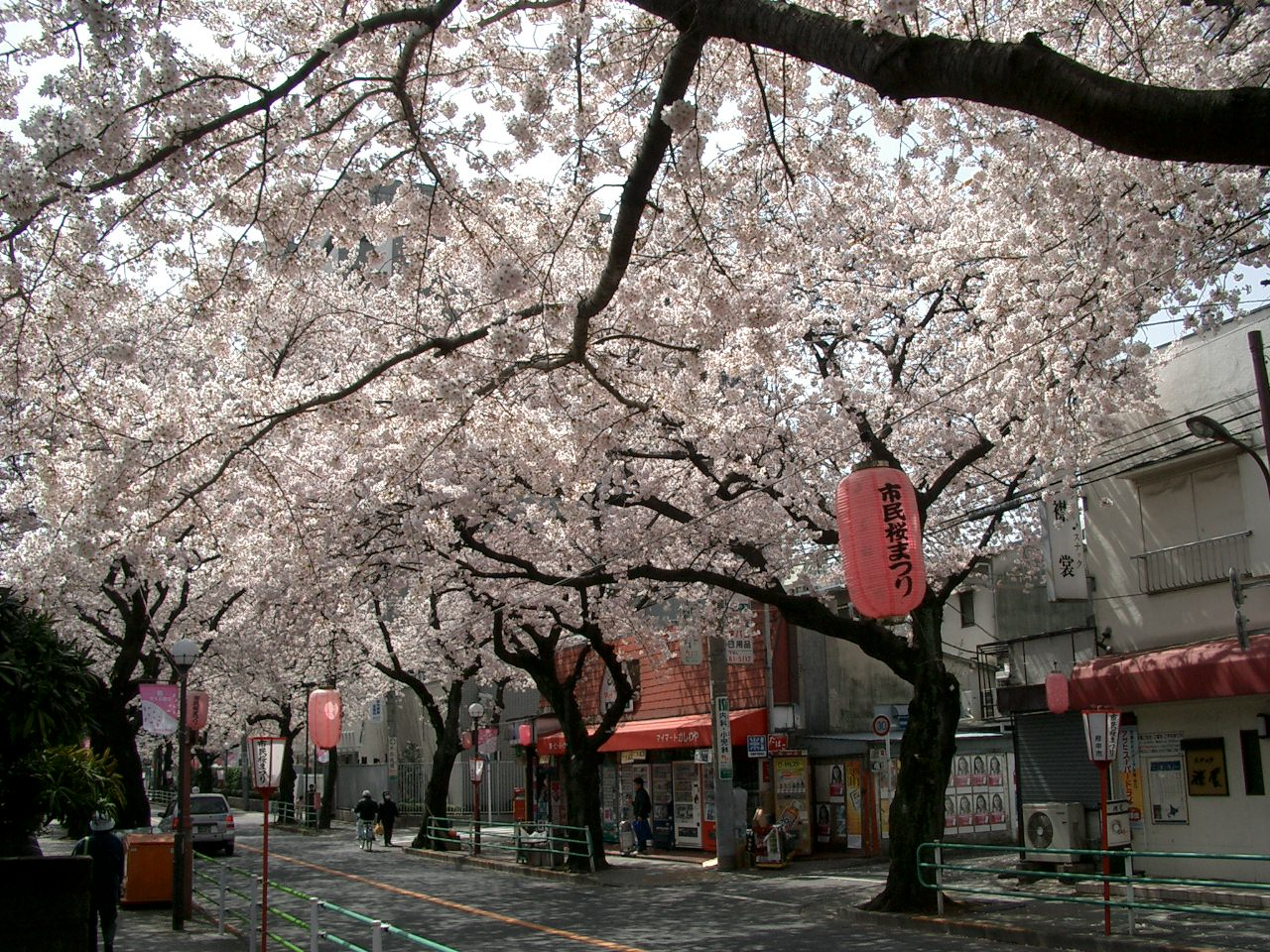
府中公園通

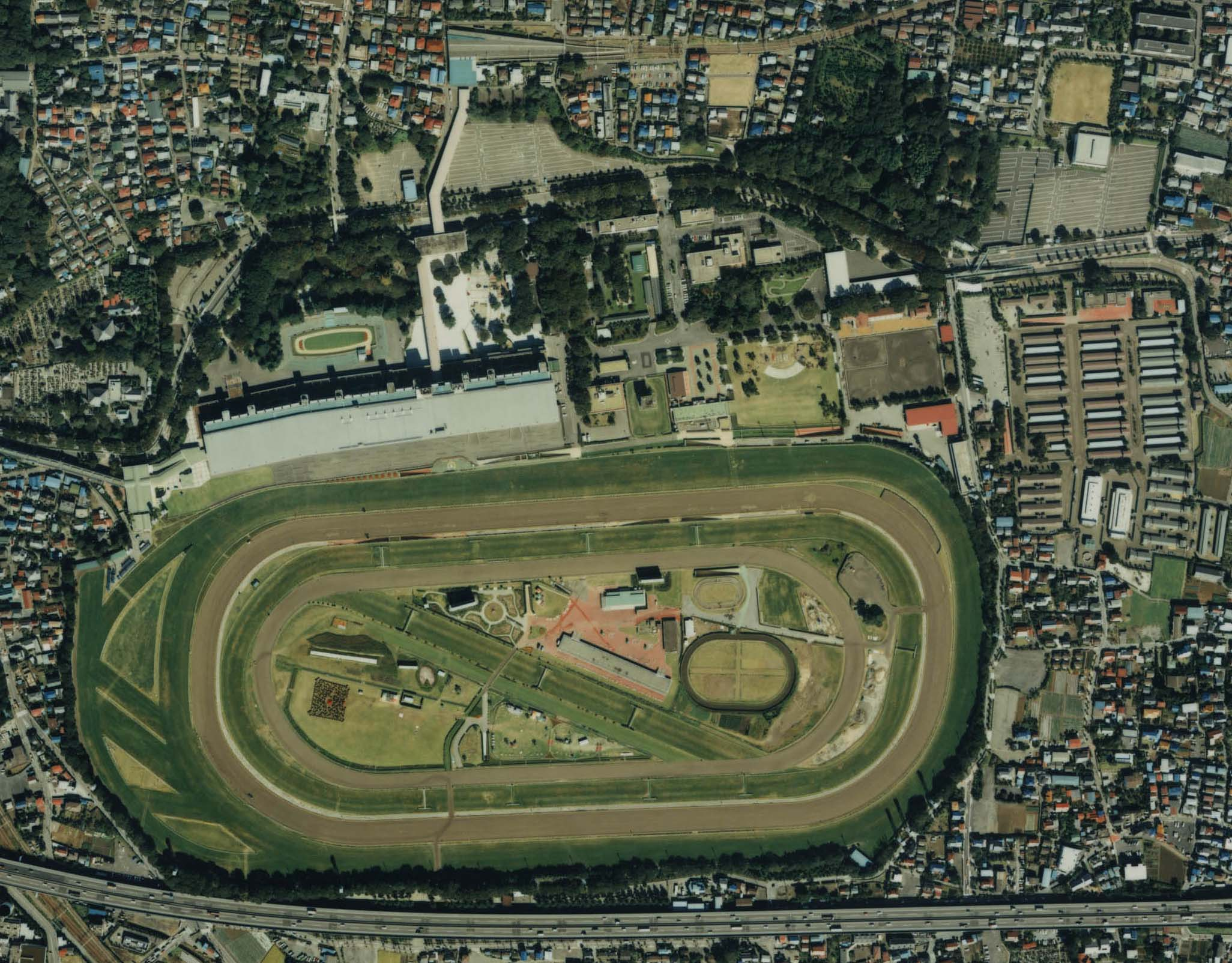
東京競馬場周邊

- 市中央是以府中站為中心、伊勢丹、KURURU（くるる）（日语：くるる (東京都府中市)）等大型設施林立的商業區。西口的馬場大門欅並木（日语：馬場大門のケヤキ並木）至神社周邊綠意盎然。市役所在欅並木南側，鄰接神社，而中央圖書館、消防署、府中警察署等則在府中站北側。
- 中心西側為舊日本製鋼所東京製作所重新開發而成的府中智慧園區（府中インテリジェントパーク）有日本銀行等各種金融機關的事務中心進駐。其北側是東芝府中事業所，更北側是鄰接武藏台綠地的東京都立多摩總合醫療中心（日语：東京都立多摩総合医療センター）等多間醫療機構。
- 市南端以一級河川多摩川為界，周邊有府中市鄉土之森博物館（日语：府中市郷土の森博物館）、鄉土之森（公園）、市民健康中心（總合體育館、足球場、棒球場、網球場）等設施，並整建自行車道供愛好者使用。其西側則保留了部分田園景色。過去多摩川周邊砂石開採興盛，西武多摩川線與舊下河原線（日语：下河原線）等皆是運送砂石而鋪設的鐵道。多摩川競艇場（日语：多摩川競艇場）所在地在過去也是開採場。
- 市東部為橫跨調布市、三鷹市的舊關東村（前陸軍、關東軍軍用機場。戰後為美軍營區），近年重新開發，重要設施有東京外國語大學與調布市的味之素球場。武藏野之森公園也在此地。
- 市中心與淺間山之間有航空自衛隊府中基地。
- 東北部有府中運轉免許試驗場（日语：府中運転免許試験場），東八道路（日语：東八道路）對側是廣大的東京都立多磨靈園（日语：多磨霊園）。
- 自然環境方面，地形大致平坦，市內的淺間山標高79公尺，已整備為淺間山公園（日语：浅間山公園）。
- 淺間山東邊有武藏野之森公園、西側有府中之森公園（日语：府中の森公園）。北方的武藏野公園（日语：武蔵野公園）的崖線部分保留古時武藏野的自然風貌。

### 文化財
- 大國魂神社
別名六所宮，為舊武藏國內一宮至六宮的祭神。
東京五社之一。參道馬場大門欅並木（日语：馬場大門のケヤキ並木）是國家天然紀念物，神社本殿為東京都文化財（建造物），木造狛犬為國家重要文化財（雕刻）。五尊木雕佛像、四面古鏡、三種古書被認定為重要美術品（日语：重要美術品）[3]。5月的例大祭（暗闇祭）是關東三大奇祭之一。
- 武藏府中熊野神社古墳（日语：武蔵府中熊野神社古墳） - 國家史蹟
- 武藏國分寺參道口跡 - 國家史蹟（「武藏國分寺跡」一部分）
- 武藏國府跡（日语：武蔵国府跡） - 國家史蹟
  - 國司館跡
  - 德川家康府中御殿跡（御殿御茶屋）
- 馬場大門欅並木（日语：馬場大門のケヤキ並木） - 奈良時代〜平安時代 国の天然記念物
- 鐵造阿彌陀如來坐像、鐵造阿彌陀如來立像（善明寺） - 重要文化財
- 銅造阿彌陀如來立像（上染谷八幡神社） - 重要文化財
- 南部家文書（個人收藏） - 重要文化財
- 薙刀 無銘一文字（個人收藏） - 重要文化財
- 武藏府中的太鼓講習俗 - 無形民俗文化財
- 東京農工大學農學部本館 - 登錄有形文化財
- 紙本墨書後柏原天皇宸翰御詠草（個人收藏） - 重要美術品
- 都指定文化財 - 分倍河原古戰場、府中高札場、井田是政（日语：井田是政）墓、人見原古戰場、淺野長政隱棲之跡、川崎定孝墓、木曾源太郎墓、依田伊織墓、西園寺實滿墓、大國魂神社本殿、蓮華形磬、舊府中町役場廳舍、雙盤念佛、舊三岡家長屋門、三千人塚
- 府中囃子（目黑流、船橋流） - 鄉土藝能
- 本宿一里塚跡 - 府中市指定文化財
- 市內白糸台的調布飛行場保留了容納戰鬥機的地堡。

### 町名一覧
- 多磨町（日语：多磨町）（たまちょう）一 - 四丁目
- 朝日町（日语：朝日町 (東京都府中市)）（あさひちょう）一 - 三丁目
- 紅葉丘（日语：紅葉丘）（もみじがおか）一 - 三丁目
- 白糸台（しらいとだい）一 - 六丁目
- 押立町（日语：押立町）（おしたてちょう）一 - 六丁目
- 小柳町（こやなぎちょう）一 - 六丁目
- 若松町（日语：若松町 (東京都府中市)）（わかまつちょう）一 - 五丁目
- 淺間町（日语：浅間町 (東京都府中市)）（せんげんちょう）一 - 四丁目
- 天神町（てんじんちょう）一 - 四丁目
- 新町（日语：新町 (東京都府中市)）（しんまち）一 - 三丁目
- 幸町（さいわいちょう）一 - 三丁目
- 府中町（ふちゅうちょう）一 - 三丁目
- 綠町（日语：緑町 (東京都府中市)）（みどりちょう）一 - 三丁目
- 宮町（みやまち）一 - 三丁目
- 八幡町（はちまんちょう）一 - 三丁目
- 清水丘（しみずがおか）一 - 三丁目
- 分梅町（ぶばいちょう）一 - 五丁目
- 住吉町（すみよしちょう）一 - 五丁目
- 四谷（よつや）一 - 六丁目

- 日吉町（ひよしちょう）
- 是政（これまさ）一 - 六丁目
- 矢崎町（やざきちょう）一 - 五丁目
- 南町（みなみちょう）一 - 六丁目
- 本町（ほんまち）一 - 四丁目
- 片町（日语：片町 (東京都府中市)）（かたまち）一 - 三丁目
- 宮西町（みやにしちょう）一 - 五丁目
- 壽町（日语：寿町 (東京都府中市)）（ことぶきちょう）一 - 三丁目
- 日鋼町（にっこうちょう）
- 晴見町（はるみちょう）一 - 四丁目
- 榮町（日语：栄町 (東京都府中市)）（さかえちょう）一 - 三丁目
- 武藏台（日语：武蔵台 (東京都府中市)）（むさしだい）一 - 三丁目
- 北山町（日语：北山町 (東京都府中市)）（きたやまちょう）一 - 四丁目
- 西原町（にしはらちょう）一 - 四丁目
- 東芝町（とうしばちょう）
- 美好町（みよしちょう）一 - 三丁目
- 日新町（にっしんちょう）一 - 五丁目
- 本宿町（ほんしゅくちょう）一 - 四丁目
- 西府町（にしふちょう）一 - 五丁目

## 人口
| 府中市人口分布圖 |                                               |  |
| 府中市與日本全國年齡別人口分布比較圖 （2005年資料） | 府中市的年齡、男女別人口分布圖 （2005年資料） |  |
| ■紫色是府中市 ■綠色是全国 | ■藍色是男性 ■紅色是女性                       |  |
| 府中市人口變化 \| 1970年 \| 163,173人 \| \| \| 1975年 \| 182,474人 \| \| \| 1980年 \| 192,198人 \| \| \| 1985年 \| 201,972人 \| \| \| 1990年 \| 209,396人 \| \| \| 1995年 \| 216,211人 \| \| \| 2000年 \| 226,769人 \| \| \| 2005年 \| 245,623人 \| \| \| 2010年 \| 255,506人 \| \| \| 2015年 \| 260,274人 \| \| \| 2020年 \| 262,790人 \| \| |                                               |  |
| 資料來源：日本總務省統計中心提供之人口普查數據 |                                               |  |
| 1970年 | 163,173人                                     |  |
| 1975年 | 182,474人                                     |  |
| 1980年 | 192,198人                                     |  |
| 1985年 | 201,972人                                     |  |
| 1990年 | 209,396人                                     |  |
| 1995年 | 216,211人                                     |  |
| 2000年 | 226,769人                                     |  |
| 2005年 | 245,623人                                     |  |
| 2010年 | 255,506人                                     |  |
| 2015年 | 260,274人                                     |  |
| 2020年 | 262,790人                                     |  |

### 日夜間人口
2005年夜間人口（居住者）245,292人，日間人口236,133人，為夜間的0.963倍。市內往市外的通勤者有65,001人，市外往市內的通勤者則有59,555人，而市外往市內的通學生有7,229人，市內往市外的通學生則達10,942人。

## 市政

### 市長
- 高野律雄（日语：高野律雄）（たかの・のりお）。2012年2月10日就任。第一任。

#### 歷代市長
- 小林茂一郎 1951年 - 1962年
- 矢部隆治 1962年 - 1979年12月21日
- 吉野和男（日语：吉野和男） 1980年2月10日 - 2000年
- 野口忠直（日语：野口忠直） 2000年 - 2012年
- 高野律雄（日语：高野律雄） 2012年 -

### 市議會
- 席次30人，現27人。

| 黨派                     | 席次 | 代表     |
| ------------------------ | ---- | -------- |
| 府中市議會市政會（自民） | 9    | 村木茂   |
| 市民論壇（民主・社民）   | 5    | 村崎啓二 |
| 府中市議會公明黨         | 5    | 遠田宗雄 |
| 日本共產黨府中市議團     | 3    | 赤野秀二 |
| 生活者網路               | 3    | 前田弘子 |
| 志高會                   | 1    |          |
| 友愛會                   | 1    |          |

## 國政、都政

### 國政
日本眾議院小選舉區選舉屬東京18區。
- 2012年12月（第46屆日本眾議院議員總選舉）
  - 土屋正忠（日语：土屋正忠）（自由民主黨）
  - 菅直人（民主黨）（比例區復活）

### 都政
本市為單一選舉區，席次兩席。
- 2013年6月
  - 鈴木錦治（自由民主黨）
  - 小山有彥（民主黨）

## 公共機関

### 出張所
府中站北第2廳舍、市政情報中心（府中站內）、東部出張所（白糸台文化中心內）、西部出張所（西府文化中心內）

### 警察
- 警察廳警察大學校（日语：警察大学校） - 警察廳訓練設施。
- 警視廳運轉免許本部、府中運轉免許試驗場（日语：府中運転免許試験場） - 東北部多磨靈園（日语：多磨霊園）北側。東京都內三座駕駛執照考場之一。
- 警視廳警察學校（日语：警視庁警察学校）
- 警視廳府中警察署（日语：府中警察署 (東京都)） - 由警視廳第八方面本部管轄。

### 消防（東京消防廳）
本市由東京消防廳第八消防方面本部管轄。
- 府中消防署
  - 分梅出張所
  - 白糸台出張所
  - 是政出張所
  - 榮町

### 法務省
- 東京法務局（日语：東京法務局）府中支局
- 矯正研修所（日语：矯正研修所）
- 東京矯正管區府中刑務所（日语：府中刑務所）
- 東京矯正管區關東醫療少年院（日语：関東医療少年院）
- 聯合國亞洲極東犯罪防止研修所

### 財務省國稅廳
- 東京國稅局武藏府中稅務署

### 厚生勞動省
- 東京勞動局府中公共職業安定所

### 防衛省、自衛隊
- 航空自衛隊府中基地

### 駐日美軍
- 府中通信設施（日语：府中通信施設）[5]

### 東京都機關
- 東京都主稅局（日语：東京都主税局）府中都稅支所
- 東京都建設局（日语：東京都建設局）多摩建築指導事務所
- 福祉保健局多摩府中保健所
- 東京都建設局（日语：東京都建設局）北多摩南部建設事務所
- 都市整備局西部住宅建設事務所
- 东京都下水道局流域下水道本部北多摩一號水再生中心

### 醫療
- 東京都立多摩總合醫療中心（日语：東京都立多摩総合医療センター）（東京ER・府中）
- 東京都立小兒總合醫療中心（日语：東京都立小児総合医療センター）
- 東京都立神經醫院（日语：東京都立神経病院）
- 東京都神經科學總合研究所
- 東京都立府中療育中心
- 東京都多摩癌檢診中心
- 醫療法人社團喜平會 奧島醫院
- 財團法人日本心臓血壓研究振興會附屬榊原紀念醫院（日语：榊原記念病院）
- 醫療法人社團大慈會 慈秀醫院
- 醫療法人社團惠仁會 府中惠仁會醫院
- 醫療法人社團 根岸醫院
- 醫療法人社團慈敬會 府中醫王醫院

### 郵政
- 武蔵府中郵便局（日语：武蔵府中郵便局） -配送區域全市。郵遞區號183。
- 東京多摩郵便局（日语：東京多摩郵便局） - 多摩地區的配送據點。

### 上水道
- 東京都水道局（日语：東京都水道局）

### 下水道
- 府中市環境安全部下水道課
- 多摩川左岸北多摩一號流域下水道
- 东京都下水道局北多摩一號水再生中心

### 垃圾處理
- 多摩川衛生組合 - 稻城、狛江、國立及府中市組成。管理稻城市大丸的「清潔中心多摩川」（クリーンセンター多摩川）。

## 公共設施
- 東京自治會館（日语：東京自治会館）
- 多摩交流中心
- 府中授產場
- 東京都住宅供給公社（日语：住宅供給公社）府中窗口中心
- 府中南町管理人事務所
- 東京都府中生活實習所
- 東京都立多摩療育園

## 文化設施

### 神社佛閣

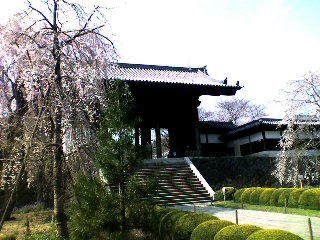
東鄉寺

- 大國魂神社 - 「東京五社」之一。舉行稱作「暗闇祭」的國府祭（日语：国府祭）。武藏國總社。
- 高安寺（日语：高安寺） - 室町幕府初代將軍足利尊氏開基。
- 東鄉寺（日语：東郷寺） - 黑澤明電影「羅生門」舞台
- 安養寺（日语：安養寺 (東京都府中市)） - 「化狸物語」
- 西藏院 - 「鼻取地藏」
- 普門寺 - 「目藥師」
- 慈惠院（日语：慈恵院） - 附屬多摩犬貓靈園市日本最大規模的寵物靈園
- 長福寺 1230年創建。擁有八角形的本堂
- 妙光院 859年創建。真言宗名刹。南北朝時代的「金銅蓮華形磬」、德川家康之石
- 善明寺
- 是政八幡神社
- 瀧神社
- 小野神社（日语：小野神社 (東京都府中市)）
- 本願寺
- 稱名寺（日语：称名寺 (府中市)） - 寛元3年。日限子育地藏尊
- 熊野神社
- 淺間神社

### 公園

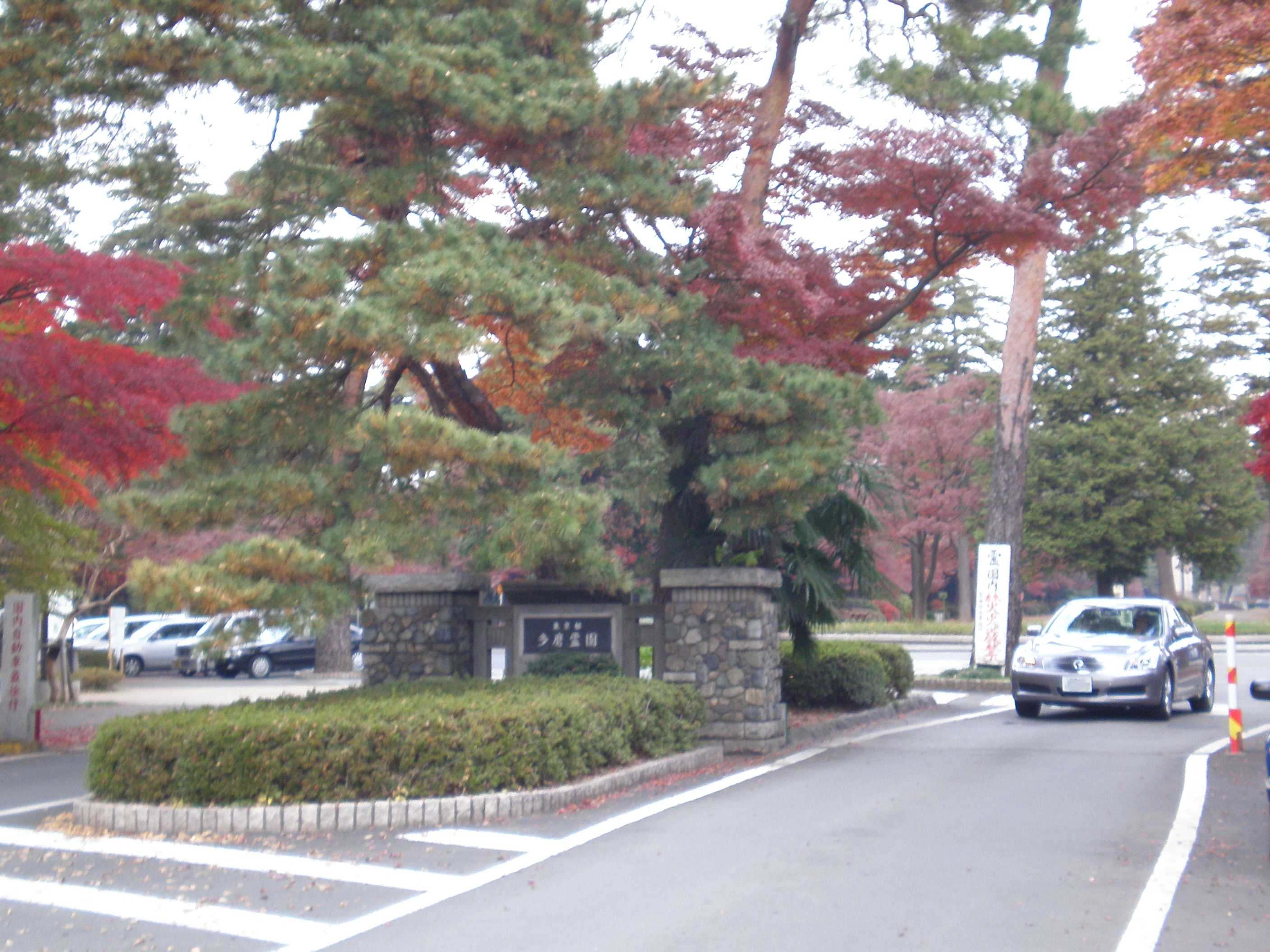
東京都立多磨靈園

- 府中市鄉土之森（日语：府中市郷土の森博物館）（府中市鄉土之森博物館）
- 東京都立府中之森公園（日语：府中の森公園）
- 東京都立武藏野公園（日语：武蔵野公園）（跨小金井市）
- 淺間山公園（日语：浅間山公園）
- 東京都立武藏野之森公園
- 東京都立野川公園（日语：野川公園）
- 東京都立多磨靈園（日语：多磨霊園）
- 交通遊園

### 圖書館
- 中央圖書館
- 白糸台圖書館
- 西府圖書館
- 武藏台圖書館
- 新町圖書館
- 住吉圖書館
- 是政圖書館

- 紅葉丘圖書館
- 押立圖書館
- 四谷圖書館
- 片町圖書館
- 宮西圖書館
- 生涯學習中心圖書館
- 視聽覺資料室

### 博物館、美術館
- 鄉土之森博物館（日语：府中市郷土の森博物館）（附設日本最大級的星象儀）
- 府中市美術館（日语：府中市美術館）
- 日本中央競馬會（JRA）JRA競馬博物館（日语：JRA競馬博物館）

### 會館、劇場、電影院
- 府中綠色廣場（日语：府中グリーンプラザ）
- 府中之森藝術劇場（日语：府中の森芸術劇場）
- TOHO影城（日语：TOHOシネマズ）府中

### 運動設施
- 府中市總合體育館（鄉土之森總合體育館（日语：郷土の森総合体育館））
- 生涯學習中心（體育館、溫水泳池、體育館）
- 府中市民球場
- 府中市民陸上競技場
- 地方體育館
  - 白糸台體育館、押立體育館、榮町體育館、日吉體育館、本宿體育館、四谷體育館
- 棒球場（市內約7處）
- 網球場（市內約15處）
- 市民泳池（市民健康中心總合泳池等）
- 足球場（市內約4處）
- 多摩川自行車道

### 社會教育設施、住宿設施
- 府中市立中央文化中心
- Lumiere府中（ルミエール府中）
- 青少年露營訓練場
- 是政綠地休閒廣場
- 生涯學習中心內住宿設施

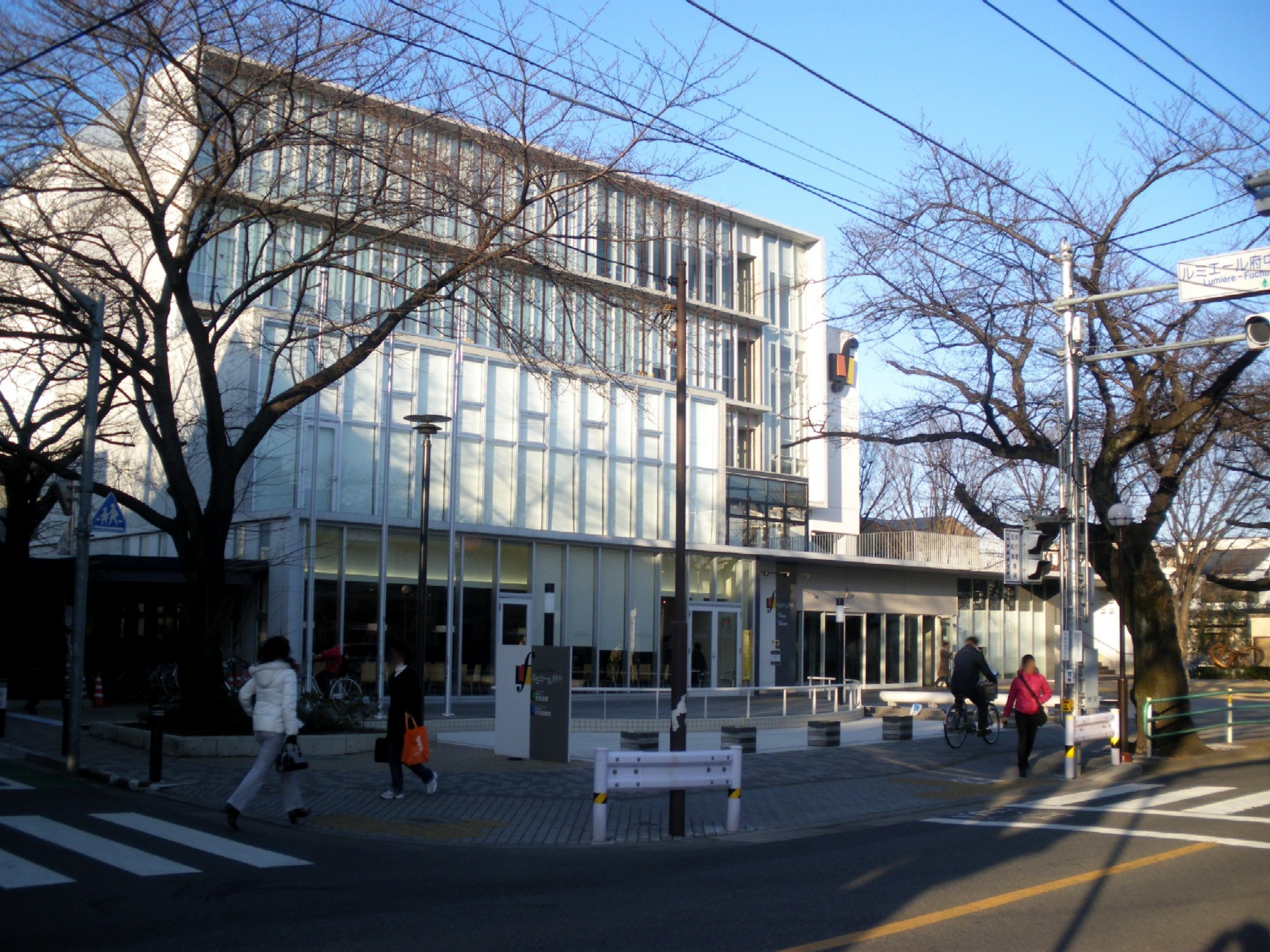
Lumiere府中（附設中央圖書館）

- 市民保養所「八千穗」（やちほ）（長野縣南佐久郡佐久穗町）
- 八岳府中山莊（山梨縣北杜市高根町清里）

### 市場
- 大東京綜合批發市場

### 購物商場、大型購物中心、大型商業設施

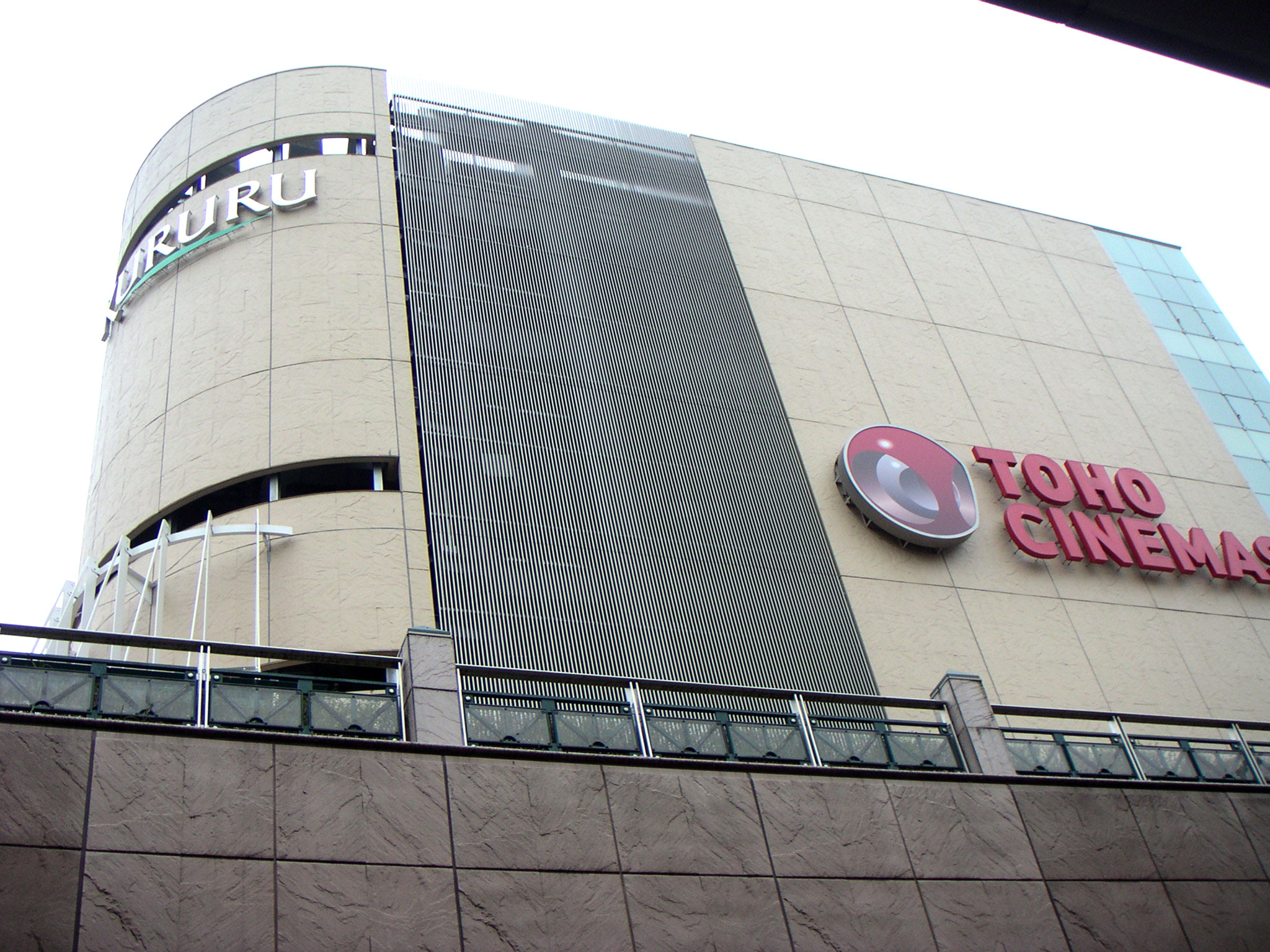
KURURU (東京都府中市)

- 站中商場「ぷらりと」、「東モール」
- 高架下「食舞台づつみ」
- 伊勢丹府中店、Foris（日语：フォーリス）
- KURURU（くるる）（日语：くるる (東京都府中市)）
- ROUND1（日语：イトーヨーカドー府中店）
- MINANO（日语：MINANO）
- 府中購物廣場

### 公營競技場
- 東京競馬場（府中競馬場）：日本打吡等
- 多摩川競艇場（日语：多摩川競艇場）（主辦者為青梅市）

府中市為平和島競艇場（東京都大田區）主辦者

### 溫泉
- 繩文之湯（天然溫泉設施）

## 教育

### 小學校
市立
| - 府中市立府中第一小學校 - 府中市立府中第二小學校 - 府中市立府中第三小學校 - 府中市立府中第四小學校 - 府中市立府中第五小學校 - 府中市立府中第六小學校 - 府中市立府中第七小學校 - 府中市立府中第八小學校 - 府中市立府中第九小學校 - 府中市立府中第十小學校 - 府中市立武藏台小學校 | - 府中市立住吉小學校 - 府中市立新町小學校 - 府中市立本宿小學校 - 府中市立白糸台小學校 - 府中市立矢崎小學校 - 府中市立若松小學校 - 府中市立小柳小學校 - 府中市立南白糸台小學校 - 府中市立四谷小學校 - 府中市立南町小學校 - 府中市立日新小學校 |

私立
- 明星小學校（日语：明星小学校）
- 武藏野學園小學校

### 中學校
市立
| - 府中市立府中第一中學校 - 府中市立府中第二中學校 - 府中市立府中第三中學校 - 府中市立府中第四中學校 - 府中市立府中第五中學校 - 府中市立府中第六中學校 | - 府中市立府中第七中學校 - 府中市立府中第八中學校 - 府中市立府中第九中學校 - 府中市立府中第十中學校 - 府中市立淺間中學校 |

私立
- 與高校合設的中學請見高校章節。

### 高等學校
都立
- 東京都立府中高等學校（日语：東京都立府中高等学校）
- 東京都立府中西高等學校（日语：東京都立府中西高等学校）
- 東京都立府中東高等學校（日语：東京都立府中東高等学校）
- 東京都立府中工業高等學校（日语：東京都立府中工業高等学校）
- 東京都立農業高等學校（日语：東京都立農業高等学校）

私立
- 明星中學校、高等學校（日语：明星中学校・高等学校 (東京都)）

### 特別支援學校
都立
- 府中養護學校
- 府中朝日養護學校
- 武藏台養護學校

### 大學

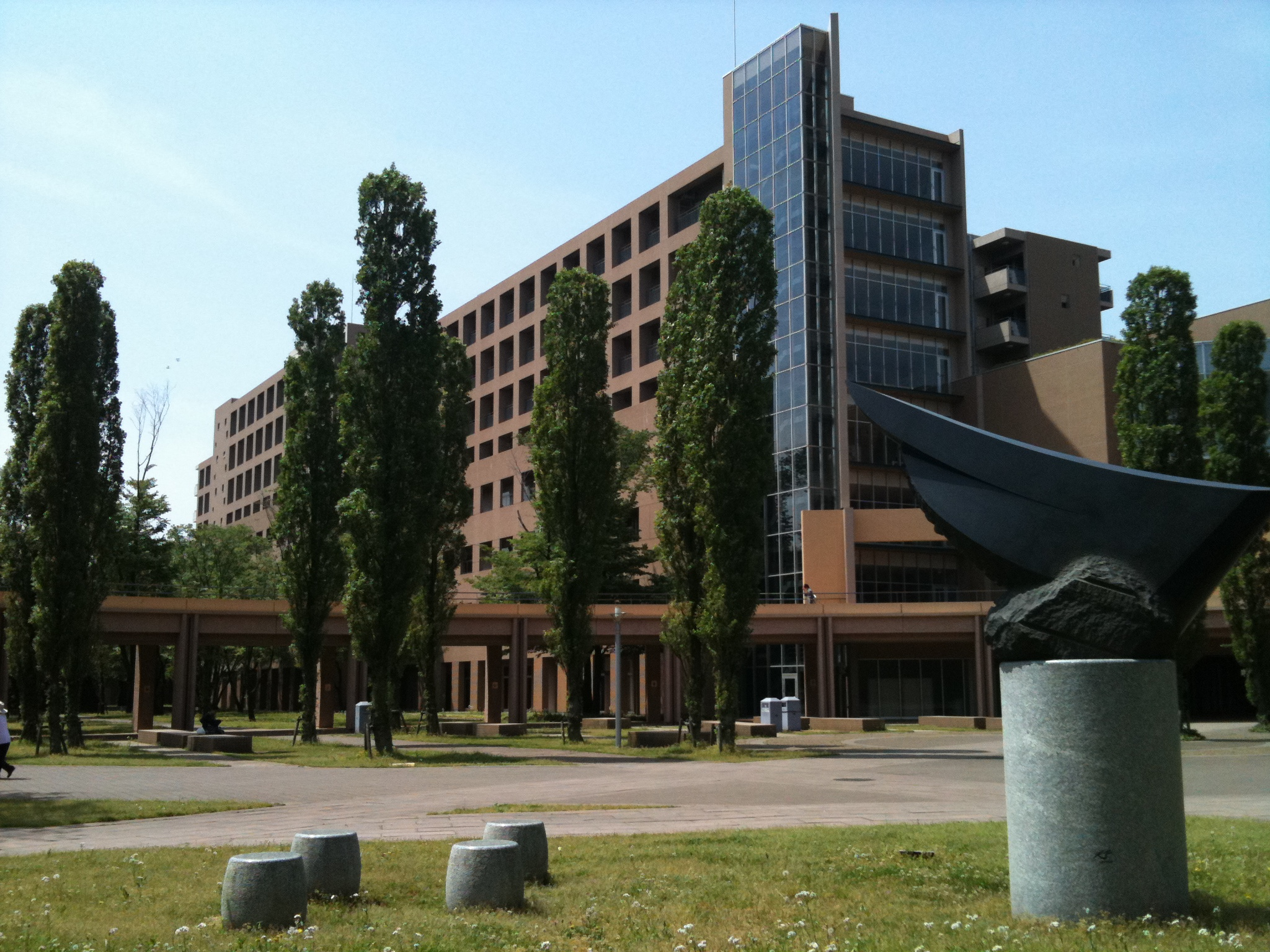
東京外國語大學

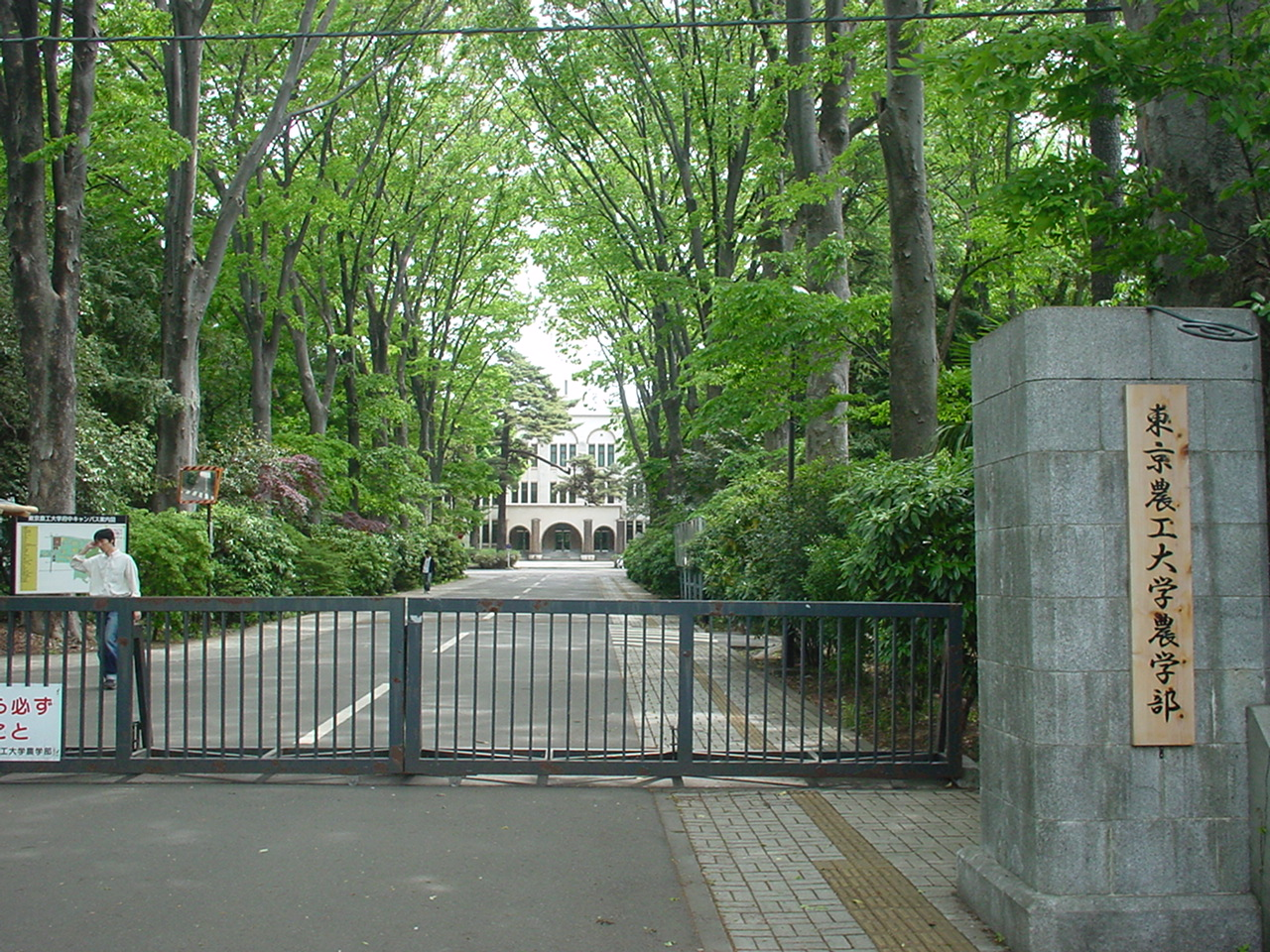
東京農工大學

- 東京外國語大學府中校區
- 東京農工大學府中校區

### 專修學校
- 東京都立府中看護專門學校

### 東京都教育機關
- 警視廳警察學校（日语：警視庁警察学校）

#### 職業訓練
- 東京都立多摩職業能力開發中心府中校

## 經濟

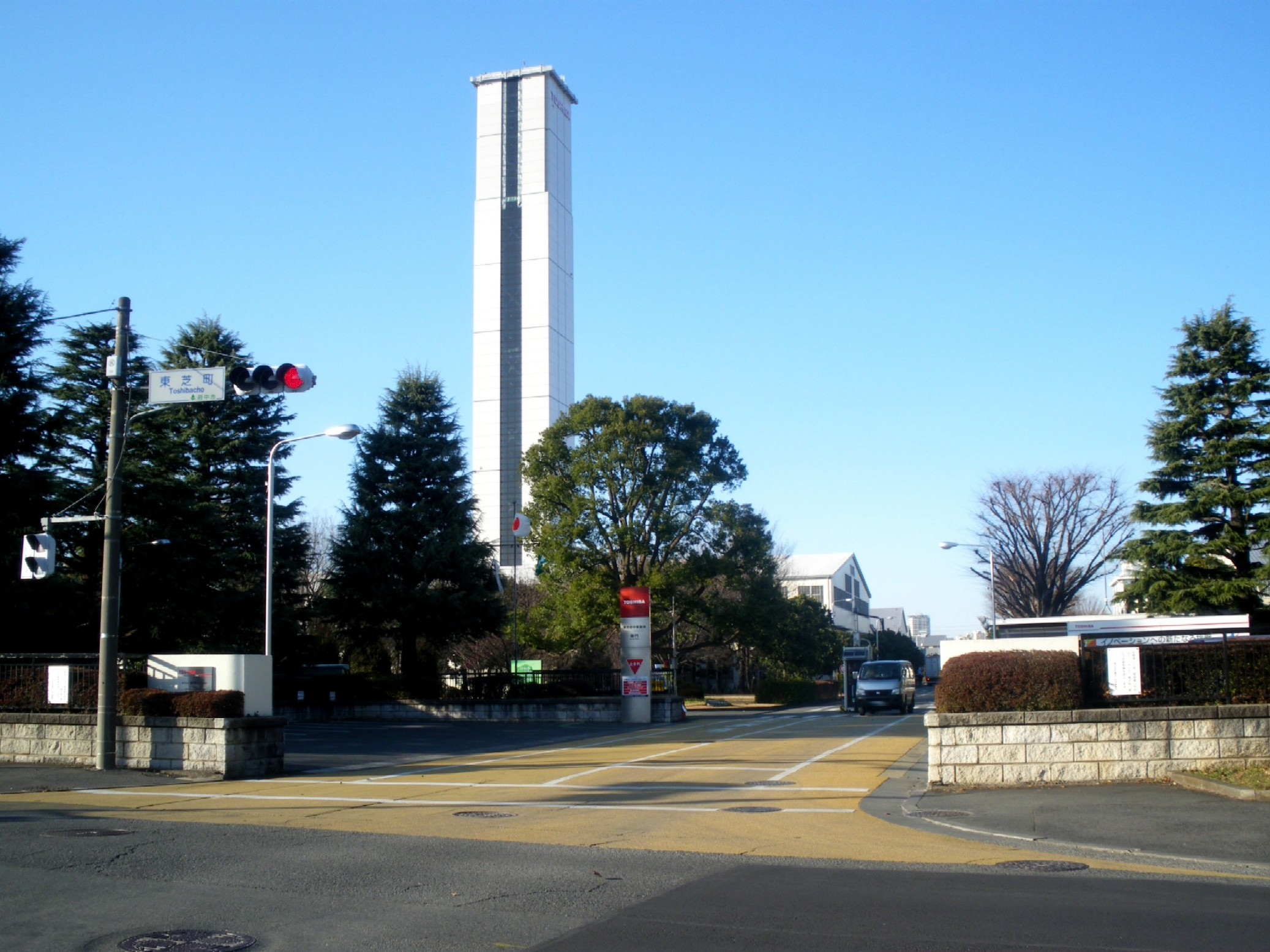
東芝府中事業所

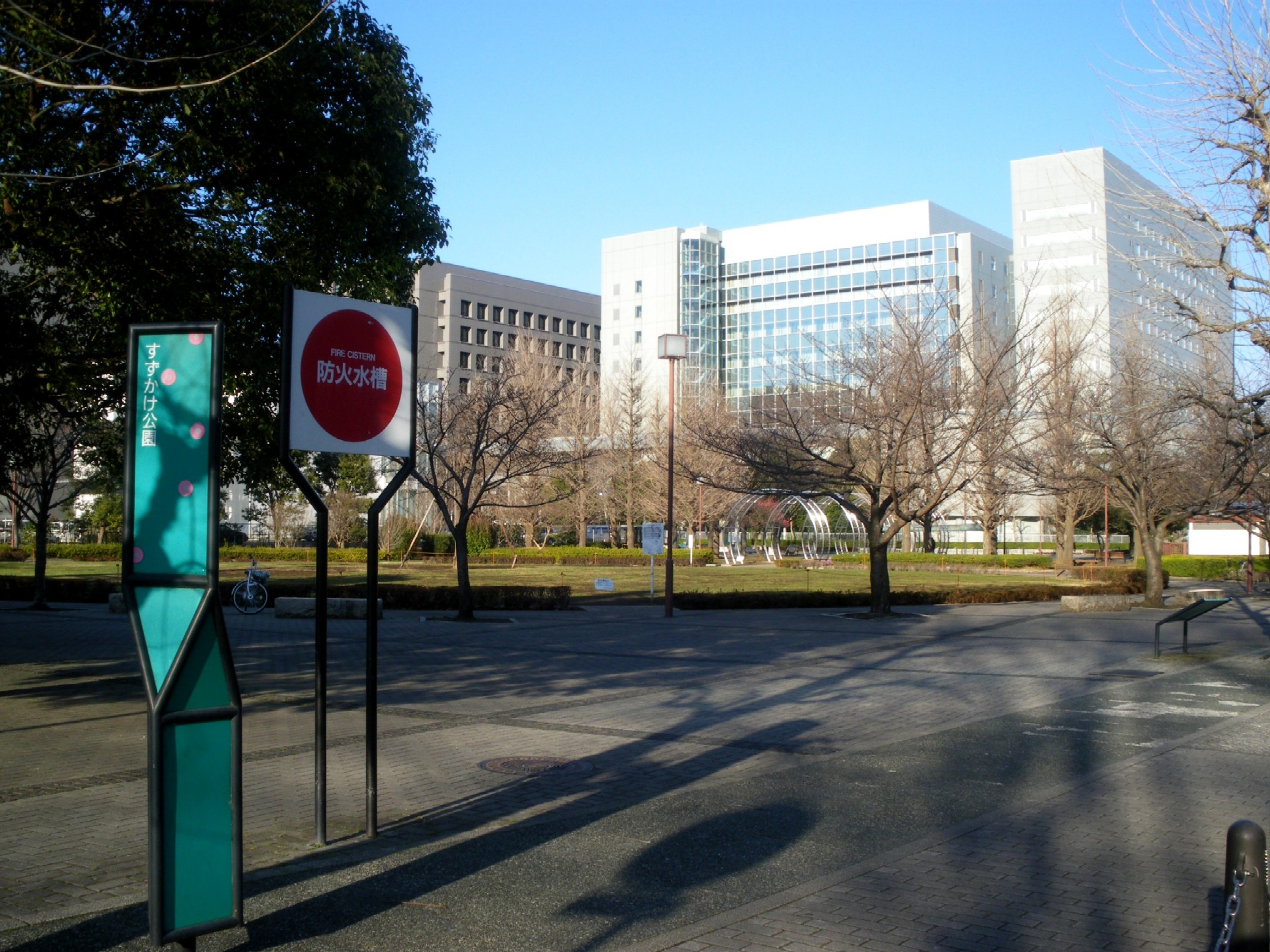
府中智慧園區

府中市曾是著名的工業都市，1937年日中戰爭後日本製鋼所與東芝等在此設立工廠，第二次世界大戰後三得利、日本電氣等企業也到此設立工廠。

### 第一級產業
二戰以前，水田稻作與養蠶業興盛。2000年現的農家率為0.4%，第一級產業就業人口有865人。2002年，耕地率6.9%、水田率25.7%。
主要產物有小松菜、多摩川梨、蔥、紫米等。

### 第二級產業
府中市有日本電氣府中事業場、東芝府中事業所、三得利武藏野啤酒工廠等大型工場。2000年第二級產業就業人口有26,005人。

### 第三級產業
府中站周邊是擁有車站大樓與百貨店的商業區，其他車站與巴士站周邊也聚集許多零售店。大東京綜合批發中心（市場）位於本市西南部。日鋼町的日本製鐵所東京事業所已改建為府中智慧園區（府中インテリジェントパーク），吸引各銀行電算中心與各企業培訓中心進駐，成為一新企業據點。公營競技設施有東京競馬場與多摩川競艇場。2000年第三級產業就業人口有84,594人。

## 交通
古時身為國府所在地，以大國魂神社為基點打造放射狀交通網，現在仍是關東地方的交通要衝。道路網方面，甲州街道國道20號、中央高速道等東西向幹線連結區部與郊外，府中街道、鎌倉街道等南北向道路連結了神奈川縣（川崎市、相模原市方向）與埼玉縣（所澤市方向）。
鐵道方面，市內擁有武藏野線、南武線、京王線交會站。前往區部與郊外（八王子、立川）可利用京王線、南武線，前往南方的神奈川縣溝口、川崎方向可利用南武線，前往北方的埼玉、千葉方向（所澤、浦和、越谷、三鄉、松戶、船橋）可利用武藏野線。此外，市內東部的西武多摩川線經武藏境站可前往中央線沿線。府中市巴士網也十分發達，中央線各站可搭乘前往府中市的多條路線。

### 鐵路

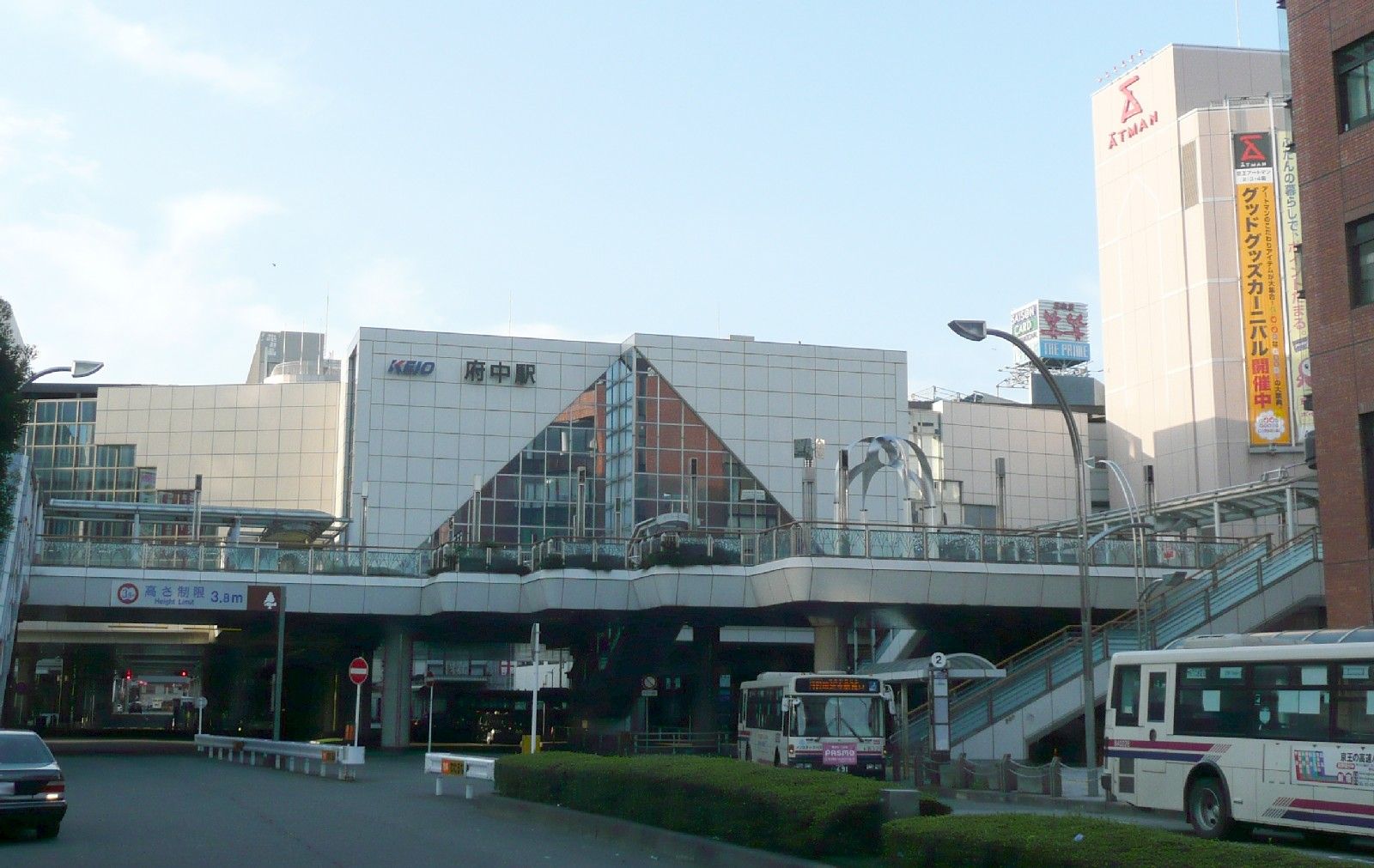
府中站

市內路線包括京王電鐵京王線與競馬場線、JR南武線、JR武藏野線、西武鐵道多摩川線。JR中央本線通過本市北端但未設站。
京王電鐵
- 京王線：武藏野台站 - 多磨靈園站 - 東府中站 - 府中站 - 分倍河原站 - 中河原站
- 競馬場線：東府中站 - 府中競馬正門前站

東日本旅客鐵道（JR東日本）
- 南武線：府中本町站 - 分倍河原站 - 西府站
- 武藏野線：府中本町站 - 北府中站

西武鐵道
- 多摩川線：多磨站 - 白糸台站 - 賽艇場前站 - 是政站

### 道路
主要道路從市中心往外放射。江戶時代起，交通以五街道之一的甲州街道（國道20號）為主要幹線。戰後修建國道20號繞道，現在新道（市內稱「新甲州街道」）為國道，舊道為都道。之後陸續開闢中央自動車道、東八道路（部分開通）。

#### 主要道路
- 中央自動車道：稻城IC(3-1) - 國立府中IC(4)
調布IC(3)雖在調布市內，但鄰近本市東部。
- 國道20號
- 稻城大橋（日语：稲城大橋）

#### 東京都道
主要地方道
- 東京都道9號川崎府中線（日语：東京都道9号川崎府中線） 府中街道（溝口前為國道409號（日语：国道409号））、是政橋
- 東京都道14號新宿國立線 東八道路
- 東京都道15號府中清瀨線（日语：東京都道15号府中清瀬線） 小金井街道
- 東京都道17號所澤府中線（日语：東京都道17号所沢府中線） 府中街道
- 東京都道18號府中町田線（日语：東京都道18号府中町田線） 鎌倉街道、關戶橋
- 東京都道20號府中相模原線（日语：東京都道20号府中相模原線） 府中四谷橋（野猿街道）

一般都道
- 東京都道110號府中三鷹線（日语：東京都道110号府中三鷹線） 人見街道、新小金井街道一部分
- 東京都道133號小川府中線（日语：東京都道133号小川府中線） 國分寺街道
- 東京都道145號立川國分寺線（日语：東京都道145号立川国分寺線） 多喜窪通
- 東京都道229號府中調布線（日语：東京都道229号府中調布線） 舊甲州街道
- 東京都道247號府中小金井線（日语：東京都道247号府中小金井線） （府中市內區間未開通）
- 東京都道248號府中小平線（日语：東京都道248号府中小平線） 新小金井街道

### 巴士

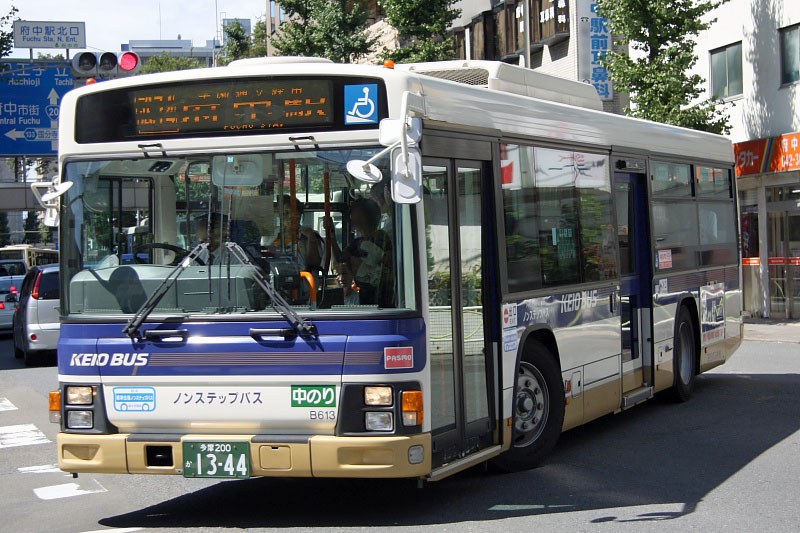
京王巴士中央

#### 長距離巴士
中央自動車道的府中巴士站位於本市東南部，搭乘高速巴士可前往飛驒高山、木曾、名古屋、大阪以及較近的山梨縣（甲府、富士五湖）。

#### 中距離巴士
- 京王線府中站可搭乘羽田機場接駁巴士。
- 新宿站西口與澀谷站可搭乘深夜急行巴士至市內各地。

#### 路線巴士

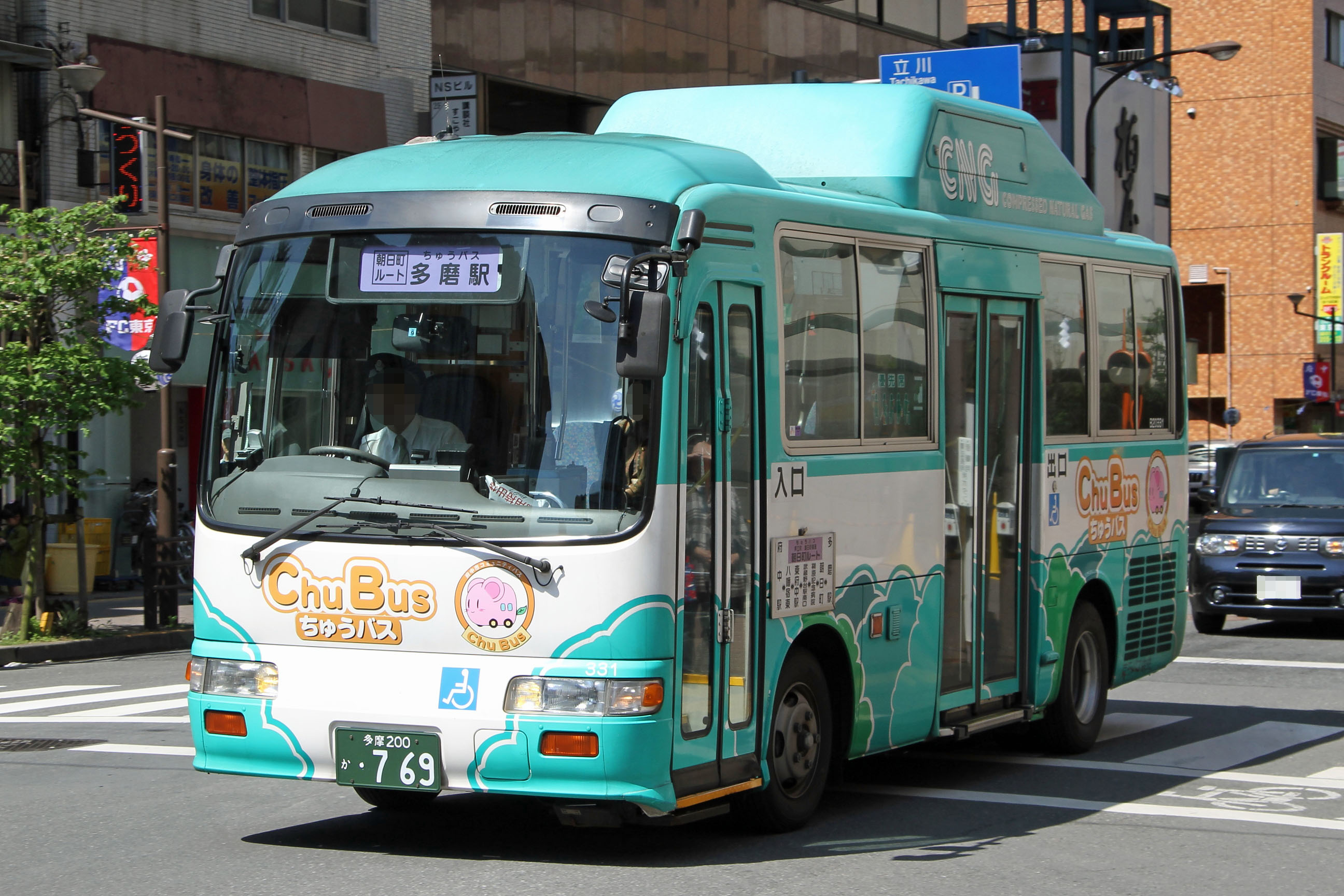
中巴士（ちゅうバス）

- 京王線府中站可搭乘多條巴士前往市內各地（京王巴士中央（日语：京王バス中央・府中営業所））及JR中央本線沿線的武藏小金井站、國分寺站、國立站。
- 京王線東府中站、多磨靈園站有巴士可前往武藏小金井站（京王巴士小金井（日语：京王バス小金井・小金井営業所））。
- 東部的多磨站可搭乘往飛田給站（部分可達調布站）與JR中央本線三鷹站的巴士路線（京王巴士東調布營業所、小田急巴士（日语：小田急バス））。
- 西部京王線分倍河原站有一班巴士可至JR日野站，中河原站可搭乘巴士至聖蹟櫻丘站與國立站（京王巴士中央）。
- 多摩川競艇活動日，府中本町站、多磨靈園站開設往多摩川競艇場（日语：多摩川競艇場）的免費接駁巴士（西武巴士）。
- 社區巴士「中巴士」在市內運行7條路線。

## 自然

### 山
淺間山：標高約80公尺，是多摩川削出的山丘。為武藏野萱草的生長區域。

### 河川
多摩川
一級河川，為本市南界。過去稱作「玉川」，是運送貨物至江戶的重要河川。
野川
多摩川支流之一，流經市東北端
府中用水
流經府中崖線南側，全長6公里的農業用水。為疏水百選之一。

### 草花
武藏野萱草
大賀蓮 - 古代蓮

### 樹木
馬場大門欅並木

## 特產
- 大蔥
- 小松菜
- 多摩川梨
- 六社饅頭
- 鮎最中（あゆ最中）

## 姊妹都市
- 姐妹都市 -  日本 長野縣 南佐久郡 佐久穗町
- 友好都市 -  奥地利 維也納 黑爾納爾斯

## 當地名人
- 五十嵐麗（聲優）
- 市川準（電影導演）
- 浦澤直樹（漫畫家）
- 魁道康弘（前力士）
- 河合龍之介（演員）
- 小室哲哉（音樂家）
- 坂本英三（音樂家）
- 澤穗希（女子足球選手。2011年女子世界杯足球赛MVP、進球王）
- 堀內敬子（音樂劇演員）
- 水島精二（動畫導演）

## 體育隊伍
- 三得利Sungoliath（日语：サントリーサンゴリアス）（日本橄欖球聯盟（日语：ジャパンラグビートップリーグ））
- 東芝Brave Lupus（日语：東芝ブレイブルーパス）（日本橄欖球聯盟）
- 東京電擊（日本籃球聯盟）
- 府中競技足球俱樂部（日语：府中アスレティックフットボールクラブ）（F聯盟（日语：日本フットサルリーグ））

## 重要事件
- 2007年，市立中央圖書館成為日本首座導入RFID圖書借出系統的圖書館[6]。
- 1923年，開設日本第一座公園墓地「多磨靈園」。
- 三億日元搶劫案 : 發生於府中刑務所北側路上。
- 上圓下方墳（日语：上円下方墳）最古最大的武藏府中熊野神社古墳（日语：武蔵府中熊野神社古墳）。
- 1984年，東京競馬場設置日本首座播放螢幕，在2006年以前為世界最大螢幕[7]。

## 觀光
1月
出初式
歲德燒（どんど焼き）
2月
鄉土之森梅祭
府中科技博覽會（ふちゅうテクノフェア）
府中驛傳競走大會
3月
市民櫻祭
4月
多摩川清掃
Green Festival（グリーンフェスティバル）
5月
暗闇祭（くらやみ祭）
6月
紫陽花祭（あじさいまつり）
回收＆環境節（リサイクル＆環境フェスタ）
7月
賞蓮會（蓮を見る会）
地域祭
8月
商工祭
櫸節（けやきふぇすた）
9月
市民藝術文化祭
10月
回收節（リサイクルフェスタ）
11月
農業祭
12月
歲之市

## 外部連結
- 府中市網站 （页面存档备份，存于）（日語）